# 長良神社 (館林市下三林町)
長良神社（ながらじんじゃ）は、群馬県館林市の神社。

## 歴史
創建年代は不明である。ただ館林藩が編纂した幕末の地誌『封内経界図誌』に記載されていることから、その頃には既に存在していたものと推測される。
1907年（明治40年）の神社合祀により、近くの6社（摂末社含む）が合祀された。その際に、現在地に移転した。1912年（明治45年）に「神饌幣帛料供進神社」に指定された。
境内には、富士塚があり、「富士山参拝記念浅間大神碑」と呼ばれる石碑がある。これは1935年（昭和10年）に造立されたものである。

## 交通アクセス
- 路線バス下三林長良神社前停留所より徒歩1分。